# Beli Potok, Knjaževac
Beli Potok (izvirno srbsko Бели Поток) je naselje v Srbiji, ki upravno spada pod Občino Knjaževac; slednja pa je del Zaječarskega upravnega okraja.

## Demografija
V naselju živi 242 polnoletnih prebivalcev, pri čemer je njihova povprečna starost 68,8 let (68,4 pri moških in 69,1 pri ženskah). Naselje ima 148 gospodinjstev, pri čemer je povprečno število članov na gospodinjstvo 1,64.
To naselje je, glede na rezultate popisa iz leta 2002, večinoma srbsko, a v času zadnjih treh popisov je opazno zmanjšanje števila prebivalcev.
|  |

| Demografija | Demografija     | Demografija     |
| Leto        | Št. prebivalcev | Št. prebivalcev |
| ----------- | --------------- | --------------- |
|             |                 |                 |
|             |                 |                 |
|             |                 |                 |
|             |                 |                 |
| 1948        | 1475            |                 |
| 1953        | 1498            |                 |
| 1961        | 1327            |                 |
| 1971        | 1030            |                 |
| 1981        | 678             |                 |
| 1991        | 446             | 441             |
| 2002        | 247             | 243             |
|             |                 |                 |

| Etnična sestava po popisu iz leta 2002 | Etnična sestava po popisu iz leta 2002 | Etnična sestava po popisu iz leta 2002 | Etnična sestava po popisu iz leta 2002 | Etnična sestava po popisu iz leta 2002 |
| -------------------------------------- | -------------------------------------- | -------------------------------------- | -------------------------------------- | -------------------------------------- |
| Srbi                                   | Srbi                                   |                                        | 241                                    | 99,17%                                 |
| Romi                                   | Romi                                   |                                        | 1                                      | 0,41%                                  |
| Neznano                                | Neznano                                |                                        | 1                                      | 0,41%                                  |